# Cserhátsurány
Cserhátsurány is een plaats (község) en gemeente in het Hongaarse comitaat Nógrád. Cserhátsurány telt 960 inwoners (2001).